# Joolapalya, Bagepalli
Joolapalya là một làng thuộc tehsil Bagepalli, huyện Chikkaballapur, bang Karnataka, Ấn Độ.